# Мељаница
Мељаница је насељено место града Краљева у Рашком округу. Према попису из 2022. било је 119 становника.

## Демографија
У насељу Мељаница живи 141 пунолетни становник, а просечна старост становништва износи 44,7 година (44,6 код мушкараца и 44,8 код жена). У насељу има 58 домаћинстава, а просечан број чланова по домаћинству је 2,81.
Ово насеље је великим делом насељено Србима (према попису из 2002. године).
|  |

| Демографија | Демографија | Демографија |
| Година      | Становника  | Становника  |
| ----------- | ----------- | ----------- |
| 1948.       | 226         |             |
| 1953.       | 212         |             |
| 1961.       | 210         |             |
| 1971.       | 201         |             |
| 1981.       | 171         |             |
| 1991.       | 179         | 179         |
| 2002.       | 163         | 169         |

| Етнички састав према попису из 2002.‍ | Етнички састав према попису из 2002.‍ | Етнички састав према попису из 2002.‍ | Етнички састав према попису из 2002.‍ | Етнички састав према попису из 2002.‍ |
| ------------------------------------ | ------------------------------------ | ------------------------------------ | ------------------------------------ | ------------------------------------ |
|                                      |                                      |                                      |                                      |                                      |
| Срби                                 | Срби                                 |                                      | 162                                  | 99,38%                               |
| непознато                            | непознато                            |                                      | 1                                    | 0,61%                                |

| Година пописа     | 1948. | 1953. | 1961. | 1971. | 1981. | 1991. | 2002. |
| ----------------- | ----- | ----- | ----- | ----- | ----- | ----- | ----- |
| Број домаћинстава | 43    | 39    | 43    | 51    | 58    | 61    | 58    |

| Број чланова      | 1  | 2  | 3  | 4 | 5 | 6 | 7 | 8 | 9 | 10 и више | Просек |
| ----------------- | -- | -- | -- | - | - | - | - | - | - | --------- | ------ |
| Број домаћинстава | 12 | 18 | 13 | 6 | 5 | 2 | 1 | 1 | 0 | 0         | 2,81   |

| Пол    | Укупно | Неожењен/Неудата | Ожењен/Удата | Удовац/Удовица | Разведен/Разведена | Непознато |
| ------ | ------ | ---------------- | ------------ | -------------- | ------------------ | --------- |
| Мушки  | 76     | 27               | 40           | 6              | 3                  | 0         |
| Женски | 72     | 11               | 41           | 16             | 4                  | 0         |
| УКУПНО | 148    | 38               | 81           | 22             | 7                  | 0         |

| Пол    | Укупно                    | Пољопривреда, лов и шумарство | Рибарство                            | Вађење руде и камена | Прерађивачка индустрија       |
| ------ | ------------------------- | ----------------------------- | ------------------------------------ | -------------------- | ----------------------------- |
| Мушки  | 34                        | 8                             | 0                                    | 0                    | 6                             |
| Женски | 16                        | 5                             | 0                                    | 0                    | 1                             |
| УКУПНО | 50                        | 13                            | 0                                    | 0                    | 7                             |
| Пол    | Производња и снабдевање   | Грађевинарство                | Трговина                             | Хотели и ресторани   | Саобраћај, складиштење и везе |
| Мушки  | 1                         | 0                             | 3                                    | 0                    | 7                             |
| Женски | 1                         | 0                             | 1                                    | 2                    | 3                             |
| УКУПНО | 2                         | 0                             | 4                                    | 2                    | 10                            |
| Пол    | Финансијско посредовање   | Некретнине                    | Државна управа и одбрана             | Образовање           | Здравствени и социјални рад   |
| Мушки  | 2                         | 0                             | 0                                    | 0                    | 0                             |
| Женски | 0                         | 0                             | 2                                    | 0                    | 0                             |
| УКУПНО | 2                         | 0                             | 2                                    | 0                    | 0                             |
| Пол    | Остале услужне активности | Приватна домаћинства          | Екстериторијалне организације и тела | Непознато            | Непознато                     |
| Мушки  | 7                         | 0                             | 0                                    | 0                    | 0                             |
| Женски | 1                         | 0                             | 0                                    | 0                    | 0                             |
| УКУПНО | 8                         | 0                             | 0                                    | 0                    | 0                             |